# Шад-Мульк
Шад-Мульк (1380-е или 1390—1411) — возлюбленная, затем жена Тимурида Халиля-Султана.

## Биография
Шад-Мульк считалась красавицей, но была простолюдинкой, так как её отец был земледельцем или ремесленником. В 1404 году она вышла замуж за внука Тимура, Халиля-Султана. Халиль-Султан был сыном Миран-шаха, сына Тамерлана, но по линии матери Севин-бей, он был потомком Чингисхана. Тимур разгневался на внука из-за женитьбы на девушке низкого происхождения, но позднее Халиль-Султан был прощён им. Ему было доверено командование правым крылом войска в последнем походе Тимура на Китай. Благодаря заступничеству Сарай-Мульк Ханым она осталась жива, сказавшей Тимуру, что Шад-Мульк беременна.
В 1405 году, после смерти деда, Халиль-Султан стал правителем империи, но он не пользовался любовью и популярностью за пределами Самарканда. Шад-Мульк имела высокое политическое влияние, возвышала простолюдинов, распоряжалась казной и уговорила мужа выдать жён и наложниц Тимура замуж за эмиров и воинов. Её обвиняли в отравлении двух вдов Тимура Сарай-Мульк Ханым и Тукель-Ханум.
Этим воспользовался его дядя Шахрух, младший сын Тимура, склоняя эмиров на свою сторону. Халиль начал войну, был разгромлен и взят в плен. Шахрух в 1409 году взял Самарканд, подвегнув пыткам и казнив сторонников Халиля. Шад-Мульк подвергли пыткам, а затем опозорили, проведя по городским базарам.
Халиль-Султан позднее заключил мир с Шахрухом, получив город Рей и Шад-Мульк была возвращена ему, но 4 ноября 1411 года умер, возможно был отравлен. Шад-Мульк покончила с собой.
У них было 3 детей. Их младшая дочь Султан Бади Ал-мульк Ага была одной из жён Улугбека.

## Отражение в литературе
Одна из героинь романа Сергея Бородина «Хромой Тимур».